# فانس كورنر (إيداهو)
فانس كورنر (بالإنجليزية: Vans Corner, Idaho)‏ هي منطقة سكنية تقع في الولايات المتحدة في مقاطعة بونير، أيداهو.  يقدر عدد سكانها   وترتفع عن سطح البحر 783.04 متر.